# Idriz Batha
Idriz „Idi” Refik Batha (n. 28 martie 1992, Gjirokastra, Regiunea Gjirokastër, Albania) este un fotbalist albanez, care joacă pe post de mijlocaș la Al-Najma SC⁠(d) în Iraqi First Division League⁠(d). Pe plan internațional, are prezențe la națională pentru Albania U21⁠(d).

## Carieră

### Începutul
Născut în orașul sudic Gjirokastër, Batha s-a mutat în capitala Tirana în copilărie, unde s-a alăturat academiei Partizani, ulterior s-a mutat la academia rivalilor locali Tirana în 2005. Va rămâne la academia din Tirana până în 2011, când s-a mutat înapoi la Partizani și a semnat primul său contract profesionist la vârsta de 19 ani. Partizani fusese retrogradat în Kategoria e Dytë, al treilea nivel al fotbalului albanez, unde Batha și-a făcut debutul la seniori pe 2 octombrie 2011 într-o vicotrie 1-0 cu Bilisht Sport. El a marcat primele goluri la seniori pe 18 martie 2012 împotriva lui Albpetrol, marcând de două ori în prima repriză într-o victorie cu 2-0. Batha i-a ajutat pe Partizani să ajungă în fruntea clasamentului din Grupa B din Kategoria e Dytë și să obțină promovarea înapoi în Kategoria e Parë, urmată de o înfrângere scor 3-1 împotriva celor de la Terbuni, în finala campionatului.

### Besa
După un sezon impresionant cu Partizani în liga a 3-a, Batha s-a alăturat echipei nou-promovate în Kategoria Superiore, Besa în vara anului 2012. Și-a făcut debutul la nivel profesionist în meciul de deschidere împotriva celor de la Laçi, jucând toate cele 90 de minute în remiza scor 1–1. El a marcat primul său gol la nivel profesionist pe 10 martie 2013 într-o victorie cu 2-1 în fața Tiranei, marcând în prelungiri și câștigând meciul pentru Besa.

### Partizani
Pe 11 noiembrie 2015, Batha și-a prelungit contractul cu Partizani Tirana pentru încă trei sezoane, păstrându-l la club până în 2018.

### Tirana
La 18 iunie 2019, Batha a fost dezvăluit ca noul jucător al KF Tirana, semnând un contract pe un an cu opțiune de prelungire pe următorul, în valoare de 5.000 de euro pe lună. Pe 27 octombrie, în timpul victoriei cu 3-0 de la Luftëtari Gjirokastër, Batha a ratat primul penalty din carieră, șutul său a fost apărat de Panagiotis Paiteris. În timpul meciului împotriva rivalilor de titlu Kukësi, Batha a marcat o lovitură liberă în minutul 85 care a reprezentat golul egalizator într-o victorie cu 2–1, trimițând Tirana în fruntea clasamentului pentru prima dată în acel sezon.
Săptămâna următoare, Batha a marcat două penalty-uri împotriva fostei sale echipe Partizani într-o victorie cu 5-1 pe teren propriu, ajutând-o pe Tirana să înregistreze cea mai mare victorie împotriva rivalilor din oraș.

El a jucat un rol esențial pentru echipa sa la mijlocul terenului în sezonul 2019-2020 din Superliga albaneză, marcând 10 goluri în 33 de apariții, un record personal, într-un sezon în care Tirana a câștigat titlul de campioană pentru a 25-a oară la cea de-a 100-a aniversare.
În Cupa Albaniei 2019–20, unde Tirana a ajuns în finală, Batha a marcat o dată în cinci apariții, adunând în total 38 de meciuri și 11 goluri. În 8 august 2020, Tirana a anunțat că a semnat un nou  contract pe durată de un an cu Batha.

Batha a luat tricoul cu numărul 10 înaintea sezonului 2020-21, care a fost purtat ultima dată de Edon Hasani. Pe 19 august, el a fost căpitanul Tiranei pentru prima dată în primul meci din turul preliminar al UEFA Champions League împotriva lui Dinamo Tbilisi, care s-a încheiat cu o victorie scor 2-0 în deplasare.

### UTA Arad
În vara anului 2021, Batha începe o nouă aventură și semnează cu UTA Arad. ”UTA l-a luat pe „Nainggolan de Albania” asa a fost prezentat Idriz Batha de arădeni. Pentru UTA, Batha a jucat 74 de meciuri reușind un gol și două asisturi. Mijlocașul albanez a contribuit la calificarea în semifinalele Cupei României cu UTA, fiind prima semifinală după 57 de ani pentru arădeni.

## Fizic
Conform site-ului oficial al celor de la UTA, Batha cântărește 71 kg la o înălțime de 1.76m 

## Poziție în teren
Poziția pe care a activat cel mai des Batha este cea de mijlocaș central, poziție pe care a acoperit-o 136 de meciuri. Albanezul însă mai poate juca și ca închizător(mijlocș defensiv)-86 de meciuri pe acest post.
Conform Transfer Markt, Batha este un jucător versatil, acest acoperid la nevoie posturi precum:
- vârf fals(3 meciuri)
- mijlocaș ofensiv(1 meci)
- fundaș stânga(1 meci)
- mijlocaș dreapta(1 meci)
- mijlocaș stânga(1meci)
- fundaș central(1 meci)